# Terminalia sepicana
Terminalia sepicana är en tvåhjärtbladig växtart som beskrevs av Friedrich Ludwig Diels. Terminalia sepicana ingår i släktet Terminalia och familjen Combretaceae. Inga underarter finns listade i Catalogue of Life.